# (5798) Burnett
(5798) Burnett est un astéroïde de la ceinture principale.

## Description
(5798) Burnett est un astéroïde de la ceinture principale. Il fut découvert le 13 septembre 1980 à l'observatoire Palomar par Schelte J. Bus. Il présente une orbite caractérisée par un demi-grand axe de 2,58 UA, une excentricité de 0,10 et une inclinaison de 8,7° par rapport à l'écliptique.

## Compléments